# Terafim
Terafim (hebr. תְּרָפִים) − posążek drewniany lub kamienny, czasem też wykonany z innego materiału, przedstawiający figurę ludzką, który w starożytności na Bliskim Wschodzie symbolizował bóstwo domowe. Powszechny w Syrii i Palestynie.

## Terafim w Biblii
Terafim używane były przez ludy pasterskie w tym Izraelitów w okresie przed niewolą babilońską. Biblia wspomina o nich parokrotnie. W Rdz 31,19 Rachela zabrała terafim swojego ojca, Aramejczyka Labana, a jego gniew świadczył o tym, jak bardzo terafim było dla niego ważne. W Księdze Sędziów terafim wymieniono parokrotnie jako przedmioty kultu i symbole domowego kapłaństwa. Z kolei w 1. Księdze Samuela (1 Sm 19, 13-16), żona Dawida, Mikal włożyła terafim wielkości człowieka do łóżka, aby ukryć ucieczkę Dawida przed gniewem króla Saula. Słowo występuje również w 3 rozdziale księgi proroka Ozeasza (Oz. 3,4 w przekładzie Biblii warszawskiej).
Prorocy zwalczali terafim jako bałwochwalstwo (por. 1 Sm 15,23; Za 10,2), zaś reforma króla Jozjasza nakazywała je zniszczyć (2 Krl 23,23).